# Parafia Narodzenia Najświętszej Maryi Panny w Sobocie
Parafia Narodzenia Najświętszej Maryi Panny – rzymskokatolicka parafia znajdująca się we wsi Sobota, w gminie Rokietnica, w powiecie poznańskim. Należy do dekanatu przeźmierowskiego.